# Sergueï Boutourline
Pour les articles homonymes, voir Boutourline.
Sergueï Aleksandrovitch Boutourline (en russe : Серге́й Александрович Бутурлин), né à Montreux le 22 septembre 1872 et mort à Moscou le 22 janvier 1938 était un ornithologiste russe.

## Taxons dédiés
- Emberiza calandra buturlini H.E. Johansen, 1907
- Regulus regulus buturlini Loudon, 1911
- Dendrocopos minor buturlini (Hartert, 1912)
- Haematopus ostralegus buturlini Dementiev, 1941

## Taxons décrits
- Phasianus colchicus bianchii Buturlin, 1904
- Phasianus colchicus karpowi Buturlin, 1904
- Phasianus colchicus kiangsuensis Buturlin, 1904
- Phasianus colchicus zarudnyi Buturlin, 1904
- Sturnus vulgaris tauricus Buturlin, 1904
- Bubo bubo ruthenus Buturlin & Zhitkov, 1906
- Carduelis carduelis volgensis Buturlin, 1906
- Dendrocopos major tenuirostris Buturlin, 1906
- Lanius collurio kobylini (Buturlin, 1906)
- Passer montanus transcaucasicus Buturlin, 1906
- Perdix perdix canescens Buturlin, 1906
- Sitta tephronota dresseri Zarudny & Buturlin, 1906
- Aegolius funereus magnus (Buturlin, 1907)
- Aegolius funereus caucasicus (Buturlin, 1907)
- Certhia familiaris caucasica Buturlin, 1907
- Erithacus rubecula caucasicus Buturlin, 1907
- Picoides tridactylus tianschanicus Buturlin, 1907
- Sitta arctica Buturlin, 1907
- Strix uralensis nikolskii (Buturlin, 1907)
- Tetrao urogallus volgensis Buturlin, 1907
- Bubo bubo jakutensis Buturlin, 1908
- Coccothraustes coccothraustes nigricans Buturlin, 1908
- Columba oenas yarkandensis Buturlin, 1908
- Columba rupestris turkestanica Buturlin, 1908
- Dendrocopos minor amurensis (Buturlin, 1908)
- Dendrocopos minor colchicus (Buturlin, 1908)
- Dendrocopos leucotos fohkiensis (Buturlin, 1908)
- Dryocopus martius khamensis Buturlin, 1908
- Phasianus colchicus sohokhotensis Buturlin, 1908
- Aegolius funereus sibiricus (Buturlin, 1910)
- Dendrocopos syriacus transcaucasicus Buturlin, 1910
- Emberiza schoeniclus parvirostris Buturlin, 1910
- Haematopus ostralegus longipes Buturlin, 1910
- Otus semitorques ussuriensis (Buturlin, 1910)
- Pericrocotus speciosus fohkiensis Buturlin, 1910
- Bubo bubo yenisseensis Buturlin, 1911
- Cyanistes cyanus yenisseensis (Buturlin, 1911)
- Parus major ferghanensis Buturlin, 1912
- Corvus macrorhynchos mandshuricus Buturlin, 1913
- Carpodacus sibiricus ussuriensis (Buturlin, 1915)
- Perisoreus infaustus maritimus Buturlin, 1915
- Pinicola enucleator sakhalinensis Buturlin, 1915
- Strix uralensis yenisseensis Buturlin, 1915
- Perisoreus infaustus ruthenus Buturlin, 1916
- Perisoreus infaustus yakutensis Buturlin, 1916
- Sitta tephronota iranica (Buturlin, 1916)
- Tetrastes bonasia kolymensis Buturlin, 1916
- Tetrastes bonasia sibiricus Buturlin, 1916
- Tetrao urogallus kureikensis Buturlin, 1927
- Bubo bubo tarimensis Buturlin, 1928
- Locustella naevia obscurior Buturlin, 1929
- Poecile palustris kabardensis (Buturlin, 1929)
- Turdus philomelos nataliae Buturlin, 1929
- Calidris alpina centralis (Buturlin, 1932)
- Anser serrirostris rossicus Buturlin, 1933
- Larus armenicus Buturlin, 1934
- Tringa totanus ussuriensis Buturlin, 1934